# Guatteria blainii
Guatteria blainii là loài thực vật có hoa thuộc họ Na. Loài này được (Griseb.) Urb. mô tả khoa học đầu tiên năm 1905.